# OpenFeint
OpenFeint – platforma społecznościowa założona 17 lutego 2009 roku przez Jasona Citrona i Danielle Cassley. Pierwszy z twórców kilka lat później założył Discorda. OpenFeint oprócz funkcji typowych dla platformy społecznościowej posiadał też API, które później twórcy gier mobilnych mogli wdrożyć u siebie, żeby umożliwić graczom skorzystanie z funkcjonalności serwisu także poza nim. W styczniu 2010 roku liczba gier wykorzystujących API OpenFeinta wynosiła 900, zaś w serwisie zarejestrowanych było 10 milionów użytkowników.
Początkowo OpenFeint dostępny był wyłącznie na iOS, jednak w październiku 2010 roku zapowiedziano wsparcie także dla Androida. W międzyczasie podano też, że ok. 3,4 tys. gier było już zintegrowanych z OpenFeintem, zaś liczba użytkowników wzrosła do 45 milionów.
W kwietniu 2011 roku platformę wykupiła japońska spółka GREE za kwotę 104 milionów dolarów. W momencie ogłoszenia transakcji z OpenFeinta korzystało ponad 100 milionów użytkowników, zaś zintegrowanych było już 7 tysięcy gier. Platformę zamknięto około półtora roku później, bo 14 grudnia 2012 roku. Według serwisu TouchArcade, od momentu wykupienia serwisu zmianie nie uległ praktycznie żaden jego aspekt. W chwili ogłoszenia zamknięcia OpenFeinta, GREE zachęciło twórców gier do przeniesienia się na ich własną platformę.
Choć OpenFeint nie funkcjonuje już od przynajmniej kilkunastu lat, dedykowana mu strona internetowa w styczniu 2025 roku wciąż była dostępna.

## Gry zintegrowane z OpenFeintem
Niektóre z gier, które posiadały integrację z OpenFeintem to Jetpack Joyride, Fruit Ninja, Fieldrunners, Minigore, The Moron Test, Robot Unicorn Attack, a także Aurora Feint, która pochodziła od tych samych twórców, co serwis OpenFeint.

## Kontrowersje
Plan biznesowy OpenFeinta zakładał sprzedawanie danych twórcom aplikacji mobilnych, właścicielom sieci reklamowych czy dostawców narzędzi analitycznych. Dane przed przekazaniem miały być łączone z unikalnymi identyfikatorami.
Z tego względu, w czerwcu 2011 roku OpenFeint otrzymał pozew zbiorowy od graczy, którzy oskarżyli przedstawicieli platformy o zbieranie i przechowywanie nadmiarowych danych, tj. dokładna lokalizacja, historia przeglądania oraz informacje o kontach na Facebooku czy Twitterze. Sprawa miała dotyczyć 100 milionów użytkowników. W pozwie zażądano 5 milionów dolarów odszkodowania z tytułu oszustw komputerowych czy naruszania prywatności graczy.
Firma GREE, która od zaledwie dwóch miesięcy zarządzała wykupioną platformą, zapewniła w świetle tego pozwu, że aplikacje OpenFeinta są bezpieczne w korzystaniu.